# Xã Fremont, Quận Tuscola, Michigan
Xã Fremont (tiếng Anh: Fremont Township) là một xã thuộc quận Tuscola, tiểu bang Michigan, Hoa Kỳ. Năm 2010, dân số của xã này là 3.312 người.